# Čaršija et Čaršijska džamija de Stolac
La čaršija et la Čaršijska džamija de Stolac se trouvent en Bosnie-Herzégovine, dans la ville et dans la municipalité de Stolac. Cet ensemble, qui remonte à la période ottomane, est inscrit sur la liste des monuments nationaux de Bosnie-Herzégovine ; il fait également partie de l'« ensemble naturel et architectural de Stolac », proposé par le pays pour une inscription au patrimoine mondial de l'UNESCO.
Une čaršija est une structure urbaine caractéristique de la période ottomane dans les Balkans ; la Čaršijska džamija est la « mosquée de la čaršija ».